# Inmigración polaca en Paraguay
Los inmigrantes polacos llegaron a Paraguay antes y después de la Segunda Guerra Mundial. El departamento de Itapúa, en la frontera con Argentina, recibió muchos inmigrantes eslavos, principalmente polacos, ucranianos y rusos. Muchos polacos llegaron desde Europa y formaron colonias como la de Fram cerca de Encarnación y otros llegaron de Brasil y Argentina. En 1930 un grupo de Menonitas alemanes de Polonia y Rusia se establecieron en colonia Ferheim en el chaco paraguayo.

## Historia

### Contexto de la inmigración
En la Edad Contemporánea Polonia se convirtió un gran campo de batalla que provocó la emigración masiva de sus habitantes en diferentes períodos. Este fue el punto máximo de la diáspora polaca. Durante las guerras napoleónicas, miles de polacos se unieron a los ejércitos franceses y emigraron a Francia y a Italia, muchos de los cuales murieron y otros tantos jamás volvieron a su patria.
Los judíos comenzaron a sufrir pogromos y persecuciones, por lo que emigraron a Israel y a otros países de Europa y América. Durante las guerras mundiales, gran cantidad de soldados polacos fueron tomados prisioneros y exiliados en Siberia y el lejano oriente ruso en gulags. 
La mayoría no sobrevivió al maltrato, algunos no pudieron volver y se establecieron en esas zonas, muy pocos consiguieron ser repatriados. Huérfanos y mujeres polacas fueron llevados a campos de refugiados en lugares muy lejanos como México, Uganda, Rhodesia, China, Irán, India y Australia.
Muchos perecieron en el camino, en los barcos o en los campos de enfermedades locales, siendo pocos los que pudieron volver. Millones de polacos huyeron de las guerras mundiales y se dispersaron por el mundo entero buscando una mejor vida.

### El teniente Miszkowski
El primer polaco que llegó al Paraguay a mediados del siglo XIX fue el teniente e ingeniero militar Luis Miszkowski, el cual participó en la sangrienta guerra contra la Triple Alianza (1865-1870 ).
Se lo considera héroe del Paraguay pues a él se deben los planos de las defensas de Curupayty, en cuya batalla perdió la vida. Fue suegro de Victorino Abente quien, sin haberle conocido, le dedicó un poema. Además, fue abuelo del vate luqueño Julio Correa Myszkowski.

### sigloXX

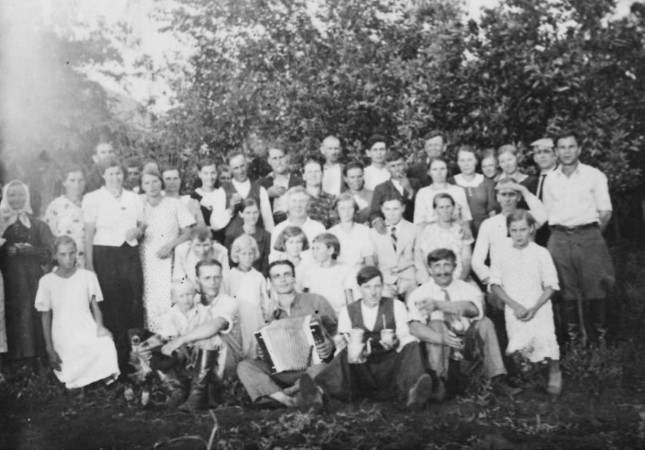
Comunidad polaca de Itapúa, a mediados de siglo.

Al siglo siguiente, autoridades polacas analizaron al territorio guaraní como posible lugar de colonización polaca.
Antes de la guerra contra Bolivia, un grupo de polacos arribó a la zona de Carmen del Paraná donde había unas 70 mil hectáreas que se vendían para poblarlas y muchos decidieron establecerse allí. Algunos, que residían en Buenos Aires durante los años de la "crisis del '30", al enterarse de esto, cruzaron el río Paraná y arribaron poco después.

### Acuerdo polaco-paraguayo
Entre 1935 y 1936 los gobiernos de Polonia y el Paraguay firmaron convenios internacionales para colonización. La idea era que dos millones de polacos comenzarán a llegar, pero todo quedó truncado ante el inicio de la Segunda Guerra Mundial. La última oleada inmigratoria fue 1937.
Una gran presencia de polacos comenzó a verse por la vasta extensión de Encarnación, Carmen del Paraná, Capitán Miranda y Coronel Bogado.
Casi todos eran campesinos y hoy muchos de sus descendientes en la actualidad poseen establecimientos agropecuarios muy prósperos y productivos. En esos tiempos se fundó la colonia Fram, con sus primeras organizaciones sociales polacas.
En lo relacionado con la actividad económica, los inmigrantes crearon una cooperativa en el departamento de Itapúa.

## Cultura

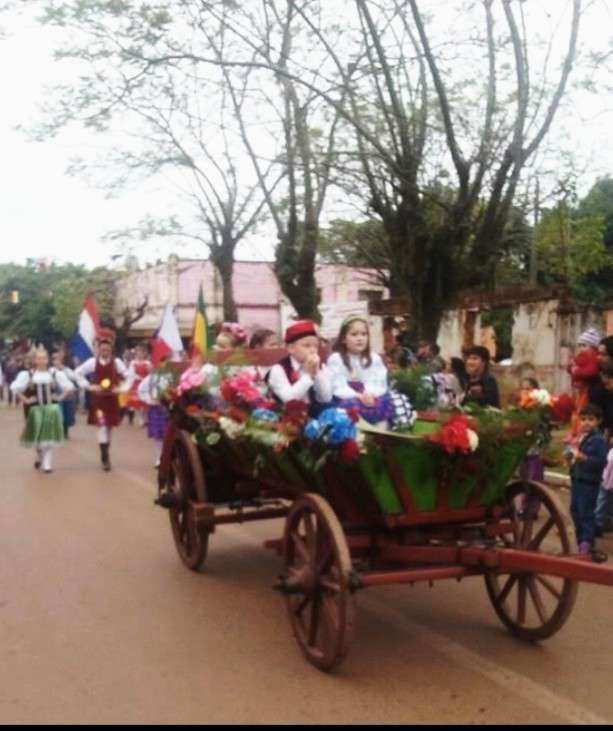
Dos niños van desfilando por las calles de Coronel Bogado.

El 10 de marzo de 1936 fue fundada la Unión de los Polacos en Paraguay donde la iglesia y la escuela están íntimamente ligadas. La formación de los hijos de aquellos primeros polacos era prioritario en una sociedad nueva y que les era extraña. Se hacía hincapié en idioma e historia en la primera escuelita.
Asimismo, edificaron la hermosa parroquia Nuestra Señora de Czestochowa, en la que participan todos los integrantes de la comunidad polaco-paraguaya. 
La elección de Karol Wojtyła, su santidad Juan Pablo II, como el nuevo papa y su posterior visita al Paraguay en 1988 fue un acontecimiento de enorme importancia para los polacos y sus descendientes. Los cambios políticos y sociales en Paraguay y Polonia permitieron reactivar la vida de los polacos y sus actividades.
Actualmente la Unión de los Polacos en Paraguay tienen cuatro fechas muy importantes de festejo a saber: 
- 3 de mayo, Día de la Constitución.
- 25 de agosto, Celebración de la Virgen de Czestochowa.
- 11 de noviembre, Día de la Independencia de la República de Polonia.
- Enero o febrero la Fiesta del Acordeón

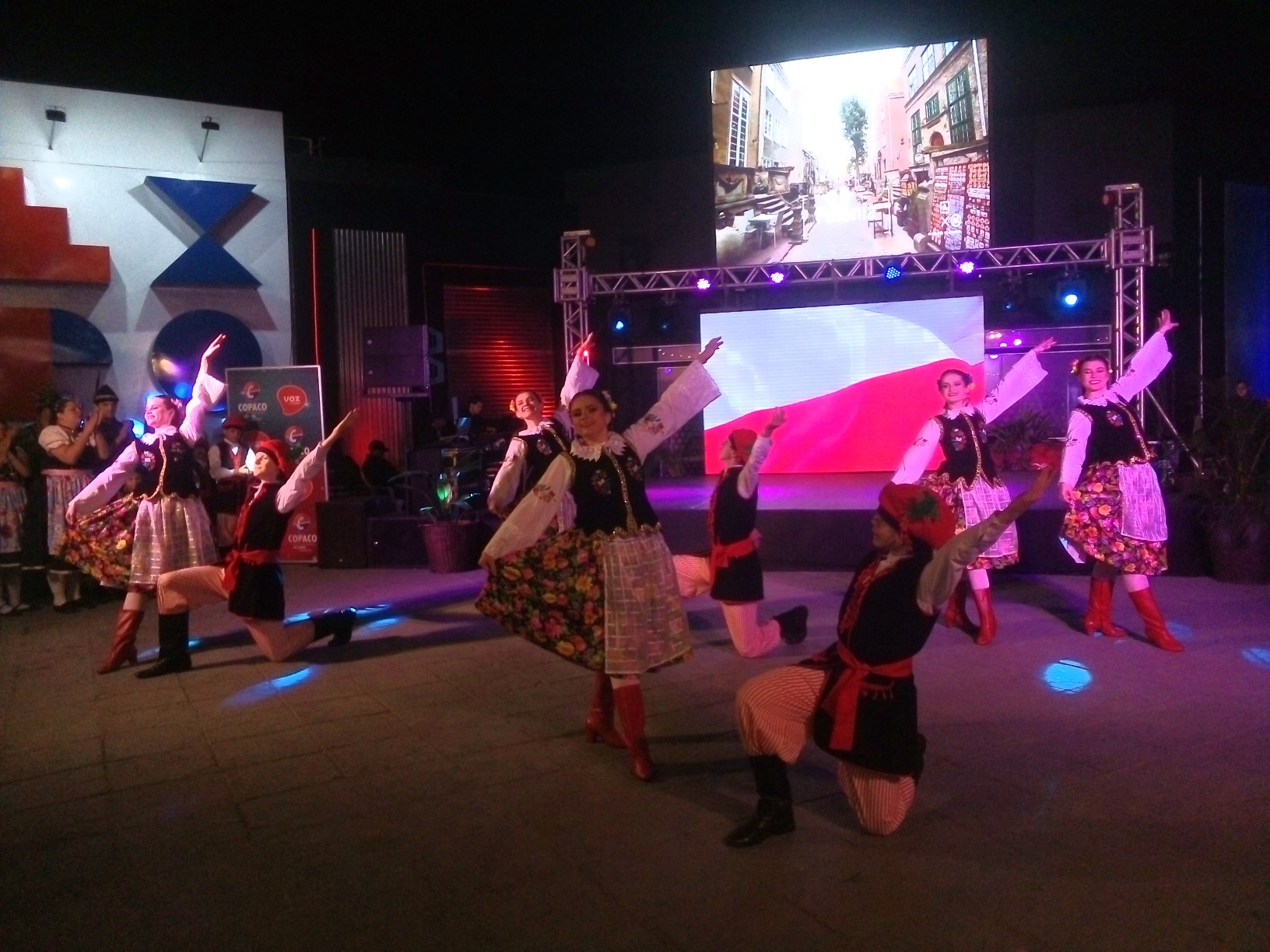
Tradicional krakowiak bailado por la colectividad polaca de Itapúa.

En este último festejo en particular,  se baila el krakowiak, danza que está oficializada en esta región oriental del Paraguay. 
Allí la orquesta "Los Ziomek", tesoro cultural folklórico integrada por tres generaciones de polacos que ponen gran alegría en cada fiesta. Aunque no hay un censo oficial sobre la cantidad de personas identificadas como polacas y que mantienen la tradición, serían cerca de 3 mil.